# 香港的士罷駛事件
香港的士罷駛事件發生於1984年1月12日至14日，事源時任運輸司施恪向香港立法局提出批准香港的士加價車資17%同時，增加的士牌照費及首次登記稅項各17%，並且引用《保障公共稅收令》，使建議獲批准後即時生效，的士業界全無反對機會。此舉引起的士業界強烈不滿，最初為罷駛抗議，其後在13日晚間演變為騷亂，被稱為1984年的士騷亂、1984年九龍騷亂，最終防暴警察超過16年以來首次發射催淚彈平息事件。是次騷亂造成32人受傷、逾170人被拘捕。香港政府最終對的士業界讓步，事件以立法局在同月18日召開的特別會議上否決上述議案作結。

## 經過

### 法令即時生效，運輸司揚言無懼抗議
1984年1月11日凌晨，時任運輸司施恪突然宣佈增加的士牌照費及首次登記稅項各17%，並且引用《保障公共稅收令》，使建議獲批准後即時生效，並在同日下午向香港立法局提出批准香港的士2月1日起加價17%，及凍結簽發新市區的士牌照。的士業界全無反對機會，此舉引起的士業界強烈不滿。運輸司更表示不害怕的士司機抗議，令到香港傳媒及香港市民普遍同情的士業界

### 罷駛行動展開，主幹道交通癱瘓
新界的士於法令生效翌日（即同年1月12日）率先發起罷駛行動，抗議增加牌照費及首次登記稅各17%。至同月13日市區的士亦加入罷駛行列，參與的士總數逾3,000輛，並且堵塞香港境內多區主要道路，包括香港島的中環干諾道中、金鐘夏慤道、灣仔告士打道及九龍的佐敦道、旺角彌敦道，以至新界區內的大埔公路近沙田馬場、大埔公路元洲仔段、大埔廣福道、南運路、大埔太和路近大埔中心及大埔公路近梅樹坑，導致交通嚴重癱瘓。由於當時吐露港公路並未開通，專營巴士亦無法使用大埔公路往來沙田及九龍，以致九廣鐵路的大埔火車站出現人潮。
當時的士業界邀請鍾世傑為代表，會見香港立法局議員及陳情，透過立法局議員安排與香港政府磋商，要求對方收回成命；不過後者立場強硬，寸步不讓。

### 滋事份子鬧事，演變成騷亂
談判破裂的消息傳出後，大量的士加入罷駛行列，而圍觀者亦加入抗議，人數不斷增加。至晚上8時後，氣氛急轉直下，情況開始混亂，在泊滿的士的旺角及油麻地一帶街道上有人乘機鬧事，有途人衝出馬路上叫嚣，破壞巴士，滋事人群其後沿彌敦道往旺角方向進發。晚上9時後，示威演變成騷亂，有滋事者駕駛原來停泊在路上的巴士橫衝直撞，又有人推倒及焚燒巴士和私家車。另外有滋事者趁火打劫、大肆破壞附近的商舖及衝進店舖搶掠，沿路不少金飾店、鐘錶行及電器舖等均被搶劫一空。此外，有滋事者隨處擲石、對公共垃圾桶縱火。
其後滋事份子與防暴警察（警察機動部隊）發生激烈衝突，場面失控。由於滋事份子人多勢眾，防暴警察一度被逼退守油麻地警署。期間該警署成為了滋事者的攻擊目標，大批滋事人群向警署擲石，又四處叫囂及搗亂。署理香港總督夏鼎基、香港政府高級官員和香港警務處憲委級職級人員隨即在電台及電視廣播呼籲市民保持冷靜，其後隨即派遣大批防暴警察增援。

### 罷駛終止，防暴警察發射催淚彈
另外，的士業界代表向立法局議員聲言，如果否決有關草案，便會即時終止罷駛行動，市區將會於1小時內恢復正常。當晚11時，立法局議員承諾將會否決有關議案後，的士業界隨即停止罷駛抗議，原先參與罷駛抗議的的士司機均迅速將的士駛離。而到場增援的防暴警察發射催淚彈驅散在旺角及油麻地滋事的匪徒，把滋事人群驅趕往深水埗方向，至翌日凌晨2時後平息事件。這次是繼六七暴動後，超過16年以來防暴警察首次發射催淚彈。事件造成包括4名警務人員在內的32人受傷，逾170人被拘捕。

### 政府讓步，立法局否決議案
1月18日，香港政府對的士業界作出讓步，在立法局召開特別會議，該議案被否決。

## 軼事
於2014年1月披露的英國政府解密文件中提及，中華人民共和國和英國雙方對1983年年底的港元波動及1984年香港的士罷駛事件的評估。於1984年3月中方談判團團長周南與英方團長伊文思的會面中，前者質疑由的士罷駛事件引發的騷動是有人在背後出手，伊文思表示英方調查後認為背後無政治動機。不過，《明報》則發現於同年同月的一份文件中，提及有人認為騷動之引起的背後有中國國民黨因素。

## 影響
受事件影響，英皇御准香港賽馬會取消原定於1984年1月14日於沙田馬場舉行之日馬賽事。

## 相關參見
- 臺北計程車騷亂

| 上一次 原因：六七暴動（1967年5月至12月） | 香港防暴警察發射催淚彈 1984年1月13日至14日 | 下一次 原因：1989年旺角油麻地騷亂（1989年6月7日） |

## 外部連結
- YouTube上的當年今日之1984年1月13日油麻地滋事份子騷亂，事後百多人被捕